# Tsubasa Chronicle
Tsubasa Chronicle (ツバサ・クロニクル, Tsubasa Kuronikuru) is een Japanse animeserie door Koichi Mashimo en de studio Bee Train (tv-serie) en Production I.G (OVA). De muziek is gecomponeerd door Yuki Kajiura.
De anime is gebaseerd op de manga Tsubasa Reservoir Chronicle van CLAMP. De eerste twee seizoenen bestaan uit 26 afleveringen, hierop volgt een driedelige OVA. De OVA gaat verder met het verhaal na de 17e aflevering van het tweede seizoen. Hiermee worden de laatste negen afleveringen van seizoen twee genegeerd. Deze afleveringen waren speciaal voor de anime gemaakt en waren dan ook niet gebaseerd op de manga. In 2009 komt er een OVA uit met de naam Tsubasa Shunraiki. Deze OVA gaat niet direct verder waar de vorige OVA is gestopt maar heeft een periode overgeslagen.

## Verhaal
Sakura is de prinses van het koninkrijk van Clow, wat door haar broer (Koning Toya) wordt geregeerd. Haar jeugdvriend Syaoran is een jonge archeoloog. Sakura blijkt aparte krachten te bezitten als ze een symbool ziet wat ze nog nooit heeft gezien. Syoaran ontdekt hetzelfde teken in de ruïnes van Clow. Hij ziet daar Sakura staan op dat teken, met vleugels op haar rug. Via een mysterieuze kracht wordt Sakura de ruïnes ingetrokken. Syoaran weet haar op tijd te redden, maar haar vleugels vallen uit elkaar als veren die zich verspreiden in verschillende dimensies. De hoge priester van Clow, Yukito, ontdekt dat de veren Sakura's ziel en herinneringen voorstellen. Zonder de veren zou Sakura sterven. Om Sakura te redden onderneemt Syaoran een tocht om alle veren van Sakura te vinden.
Yukito stuurt Syaoran en de bewusteloze Sakura naar de Dimensieheks Yuko. Daar ontmoet hij Kurogane, een ongemanierde ninja die uit zijn wereld is verbannen door Prinses Tomoyo, en Fye D. Flourite, een tovenaar die door zo veel mogelijk werelden wil reizen om Koning Ashura te ontlopen. Ze moeten allemaal hun meest waardevolle bezit inleveren bij Yuko om de kracht te krijgen om door de dimensies te reizen. Kurogane levert zijn zwaard Ginryu in, Fye zijn tatoeage op zijn rug, wat hem helpt bij zijn magie. Syaoran moet zijn relatie met Sakura opgeven, al weet hij al haar herinneringen terug te brengen, dan zal ze hem niet herkennen. Hetzelfde geldt voor Sakura, het waardevolste wat ze heeft is haar relatie met Syaoran. Als de drie instemmen geeft Yuko hen de kracht om door dimensies te reizen in de vorm van een wit figuur, Mokono Modoki.

## Cross-overs
Tsubasa Chronicle wordt gekenmerkt door het hoge aantal cross-overs van de karakters uit de verschillende manga's van CLAMP.
Enkele voorbeelden van cross-overs.
- De beide hoofdpersonen, Sakura en Syaoran, en de meeste personen uit het Koninkrijk van Clow, Clow Reed, Toya, Yukito, Fujitaka en Kero komen uit Cardcaptor Sakura.
- Chi, het meisje dat Fay in zijn wereld heeft gecreëerd komt uit Chobits.
- In de wereld van Oto, hebben de zwaarden die Syaoran en Kurogane hebben gekocht de namen van de assistent van Prinses Hinoto uit X/1999.
- De kudan's van Syaoran, Fye en Kurogane zijn Rayearth, Windom en Celes uit Magic Knight Rayearth.

De Cross-over karakters hebben in Tsubasa Chronicle een ander karakter dan in hun eigen serie. Alleen de karakters uit xxxHolic zijn hetzelfde als in de eigen serie.

## Personages
- Syaoran

De held van het verhaal. Aan het begin heeft hij geen magische krachten, maar is goed in vechtsporten en heeft een grote kennis van talen en geschiedenis door zijn archeologische achtergrond. Syaoran is blind aan zijn rechteroog. Later in het verhaal blijkt dat deze Syaoran een kloon is van de echte Syaoran. Zijn taak is om de veren van Sakura op te sporen.
- "Syaoran"

De echte Syaoran. Hij is gekidnapt door Fei Wang Reed als een kind die een kloon van hem heeft gemaakt. Hij gaf de kloon een deel van zijn hart mee in de vorm van zijn linkeroog. Syaoran is een afstammeling van Clow Reed en is vastbesloten om Sakura te beschermen.
- Sakura

De prinses van Clow. Ze is vrolijk en onbaatzuchtig. Als ze iets voor een ander zou kunnen doen zou ze het zeker doen. Ze bezit een mysterieuze kracht waar Fei Wang Reed in geïnteresseerd is.
- Kurogane

Een ongemanierde ninja uit de wereld van Nihon. Hij is weggestuurd uit zijn land, maar wil koste wat het kost terugkeren. Hij is vastbesloten om de sterkste ninja van zijn land te worden. Dit komt doordat hij toen hij klein was zijn moeder niet heeft kunnen redden toen die werd aangevallen. Later blijkt dat zijn moeder is vermoord door Fei Wang Reed.
- Fay D. Flourite

Een rustige magiër uit het land van Seresu. Hoewel hij vrolijk lijkt is er meer met hem aan de hand dan je op het eerste oog kunt zien. Ook laat hij niet merken dat hij meer weet dan de rest. Fay blijkt een man met veel geheimen te zijn, zo heeft hij de Koning van zijn land in een diepe slaap laten vallen en later blijkt hij niet te zijn wie iedereen dacht dat hij was.
- Mokona

Een figuur gegeven door Yuko aan Syaoran, Fay en Kurogane in ruil voor hun waardevolste bezit. Hij zorgt ervoor dat de groep naar andere werelden kan reizen, maar hij heeft volgens zichzelf nog 107 andere talenten.
- Yuko Ichihara

De dimensieheks die woont in het hedendaagse Japan. Ze kan wensen vervullen maar de prijs die het kost is het dierbaarste wat je bezit. Als dimensieheks weet ze wat er aan de hand is en kan de groep in verschillende werelden helpen maar die hulp heeft een prijs.

## Muziek
Openingslied
- Seizoen 1: BLAZE van Kotani Kinya
- Seizoen 2: IT'S van Kotani Kinya
- Tsubasa Tokyo Revelations: synchronicity van Yui Makino
- Tsubasa Shunraiki: Sonic Boom van Maaya Sakamoto

Eindlied
- Seizoen 1: Loop (ループ, Rūpu) van Maaya Sakamoto
- Seizoen 2: Jet Waiting for a Good Wind (風待ちジェット, Kazemachi Jetto) van Maaya Sakamoto
- Tsubasa Tokyo Revelations: Last Fruit (さいごの果実, Saigo no Kajitsu) van Maaya Sakamoto
- Tsubasa Shunraiki: Kioku no Mori (記憶の森) van FictionJunction YUUKA

## Film
In 2005 kwam er een film uit van Tsubasa Chronicle, Tsubasa Chronicle: Tori Kago no Kuni no Himegimi. De film kwam op 20 augustus 2005 in de Japanse bioscopen. De film bevat een cross-over met de xxxHolic-film die tegelijkertijd uitkwam.
In de film bezoeken Syaoran, Sakura, Kurogane en Fye de wereld van Birdcages. Een wereld waar mensen en vogels gebroederlijk naast elkaar leven. Ieder mens heeft een vogel als vriend. Een jongen, Koruri, denkt dat Syaoran en Sakura bodyguards zijn en vallen hen aan. Ze komen te weten dat de koning van het land een vreemde kracht bezit. Prinses Tomoyo en de andere opstandige stedelingen wonen in het bos zonder hun vogels. Om Sakura's veer terug te winnen moeten Syaoran en de anderen het opnemen tegen de Koning.